# Plesiowithius dekeyseri
Plesiowithius dekeyseri är en spindeldjursart som beskrevs av Max Vachon 1954. Plesiowithius dekeyseri ingår i släktet Plesiowithius och familjen Withiidae. Inga underarter finns listade i Catalogue of Life.